# Trans-Labrador Highway
De Trans-Labrador Highway, afgekort TLH, is een 1.149 km lange verbindingsweg die de afgelegen Oost-Canadese regio Labrador doorkruist. De weg bestaat uit twee provinciale wegen van Newfoundland en Labrador, namelijk de westelijke Route 500 en de zuidoostelijke Route 510.
De weg is erkend als een onderdeel van Canada's nationale wegennet. Het is een van de meest geïsoleerde wegen in Noord-Amerika.

## Aanleg
De aanleg van Route 500, in se de weg tussen Labrador City en Happy Valley-Goose Bay, werd aangevat eind jaren 1980 en was voltooid in 1992. Grote delen van het traject bestonden oorspronkelijk echter uit een grindwegdek. Dit werd stap per stap geasfalteerd en uiteindelijk was Route 500 volledig geasfalteerd in 2014.
Er lag reeds een oude baan (Route 510) die de zuidelijke kustdorpjes verbond, met name van de grens met Québec tot in Red Bay. Vanuit Red Bay begon de overheid van Newfoundland en Labrador in 1999 met de aanleg van een weg richting Cartwright. In 2003 was deze weg afgewerkt en na opnieuw stap per stap te werken was dit traject volledig geasfalteerd in 2020.
In 2004 begon men aan het laatste deel van de werken om alzo beide routes te verbinden. Zo'n 34 km vóór Cartwright maakte men een aftakking; die splitsing met de vanaf dan genummerde Route 516 staat sindsdien bekend als Cartwright Junction. De aanleg van de grindweg doorheen de wildernis tussen Cartwright Junction en Happy Valley-Goose Bay was voltooid begin 2010. De weg werd daarna in verschillende fases geasfalteerd om uiteindelijk definitief afgewerkt te worden op 6 juli 2022.

## Traject
De weg begint in het uiterste westen van de regio Labrador, aan de grens met de provincie Québec. Aan de Québecse kant van de grens gaat de weg verder onder de noemer Route 389.
Vijftien kilometer voorbij de grens betreedt de route Labrador West, de grootste bewoningskern van Labrador (bestaande uit Labrador City en Wabush). Eens voorbij Wabush gaat de weg 514 km doorheen de Labradorse wildernis naar Happy Valley-Goose Bay. Op dat traject passeert de weg slechts één dorp (het bedrijfsdorp Churchill Falls), en steekt hij meerdere rivieren over zoals de Churchill.
Net buiten de gemeentegrens van Happy Valley-Goose Bay bevindt zich de splitsing met Route 510, de zuidoostelijke helft van de Trans-Labrador Highway. Daar overbrugt de TLH opnieuw de Churchill, waarna hij 394 km lang door onbewoond gebied loopt tot aan Port Hope Simpson, al is er na 288 km wel de aftakking van Cartwright Junction.
In de 155 km tussen Port Hope Simpson en Red Bay passeert de weg twee wegen naar niet ver van de baan gelegen plaatsen. De laatste 77 km tussen Red Bay en Québec, het meest zuidelijke deel van het tracé, is het gebied iets dichter bevolkt met in totaal zes dorpen.
Na 1.149 km bereikt de weg de grens met Québec nabij de in die provincie gelegen plaats Blanc-Sablon. De weg loopt aan de overkant van de grens nog beperkt verder onder de noemer Route 138.

## Galerij

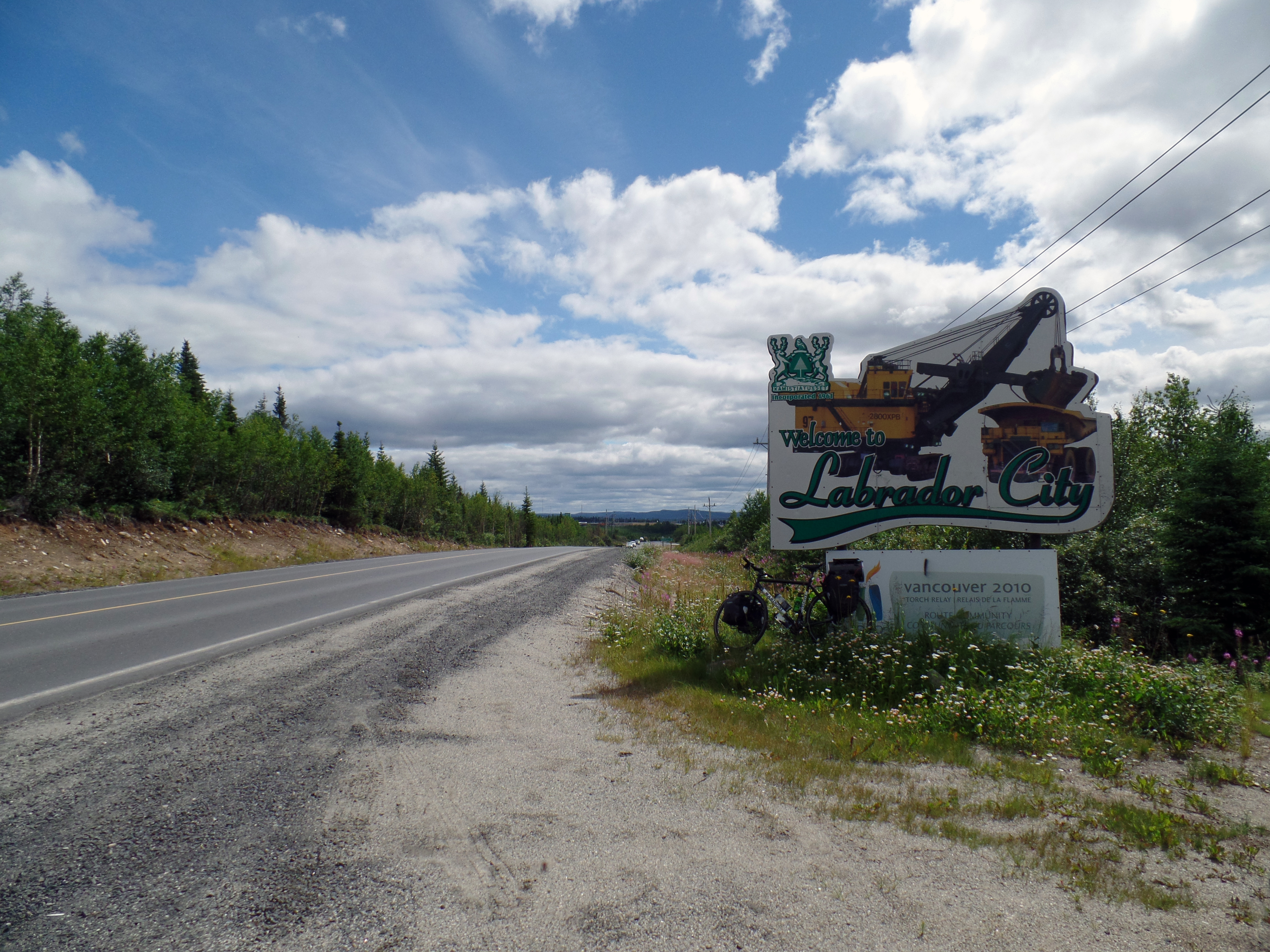
Toegangsbord van Labrador City langs de weg
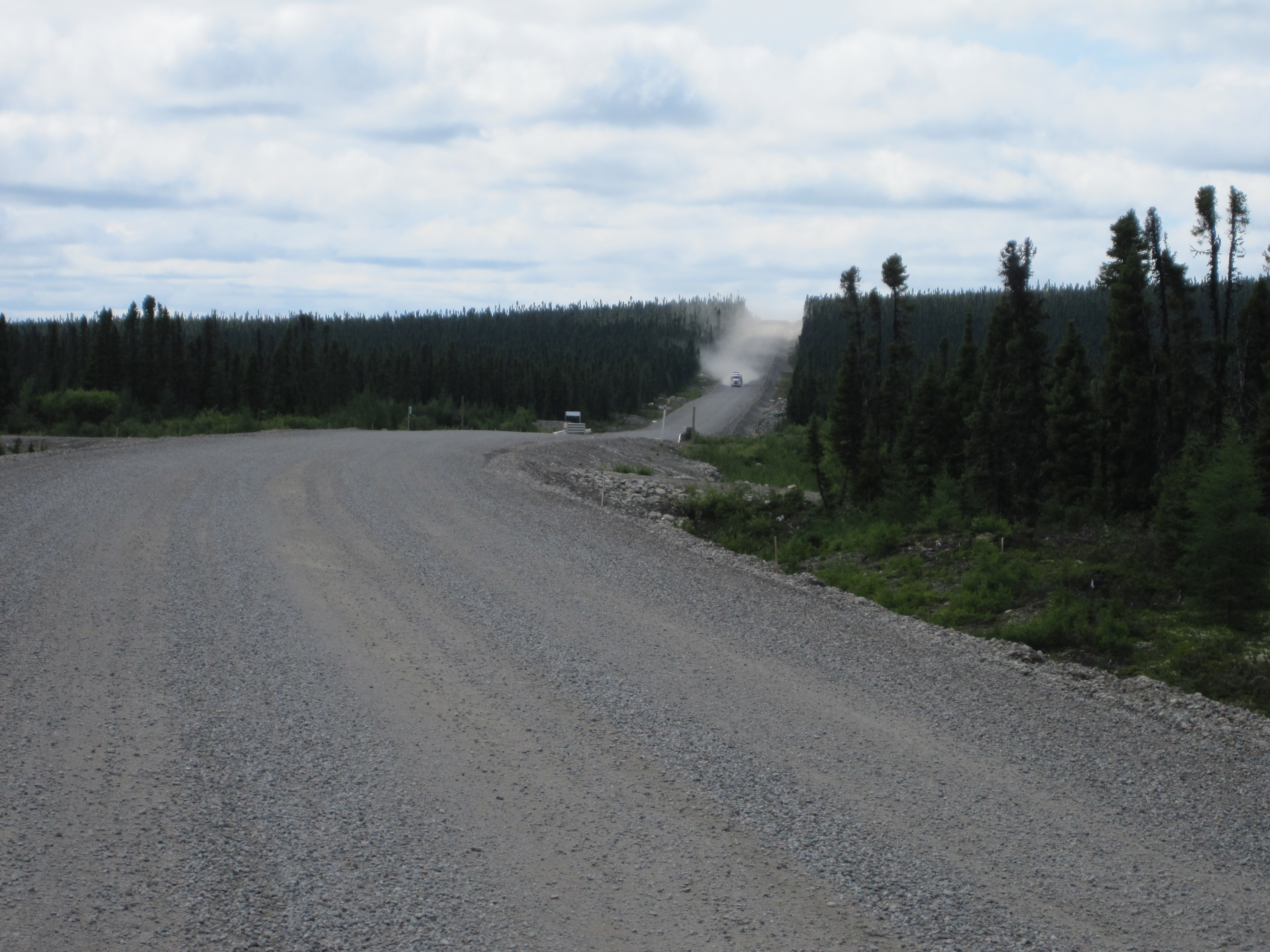
Zicht op de weg zo'n 100 km voorbij Labrador West
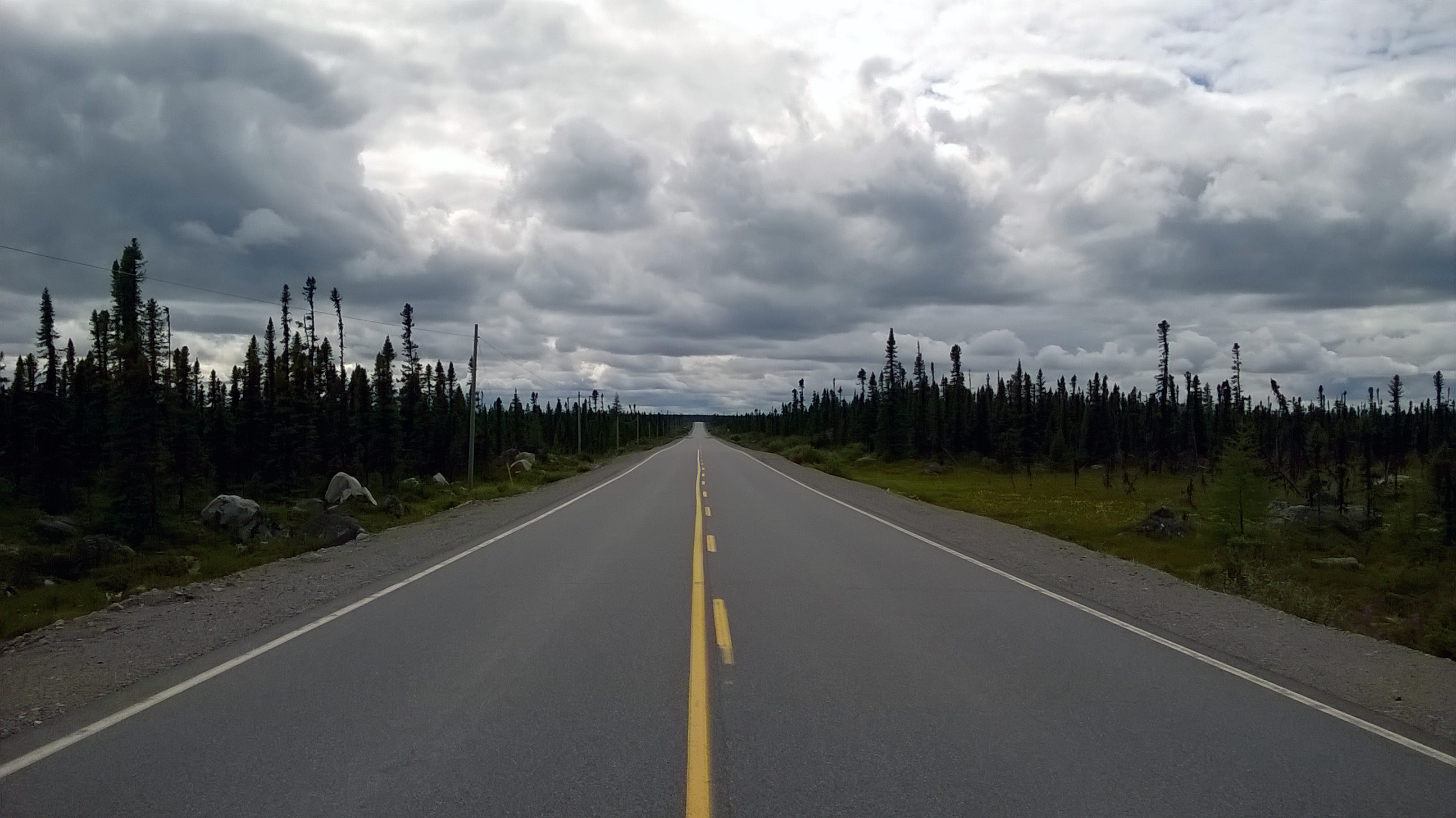
De TLH in de wildernis 50 km ten westen van Churchill Falls
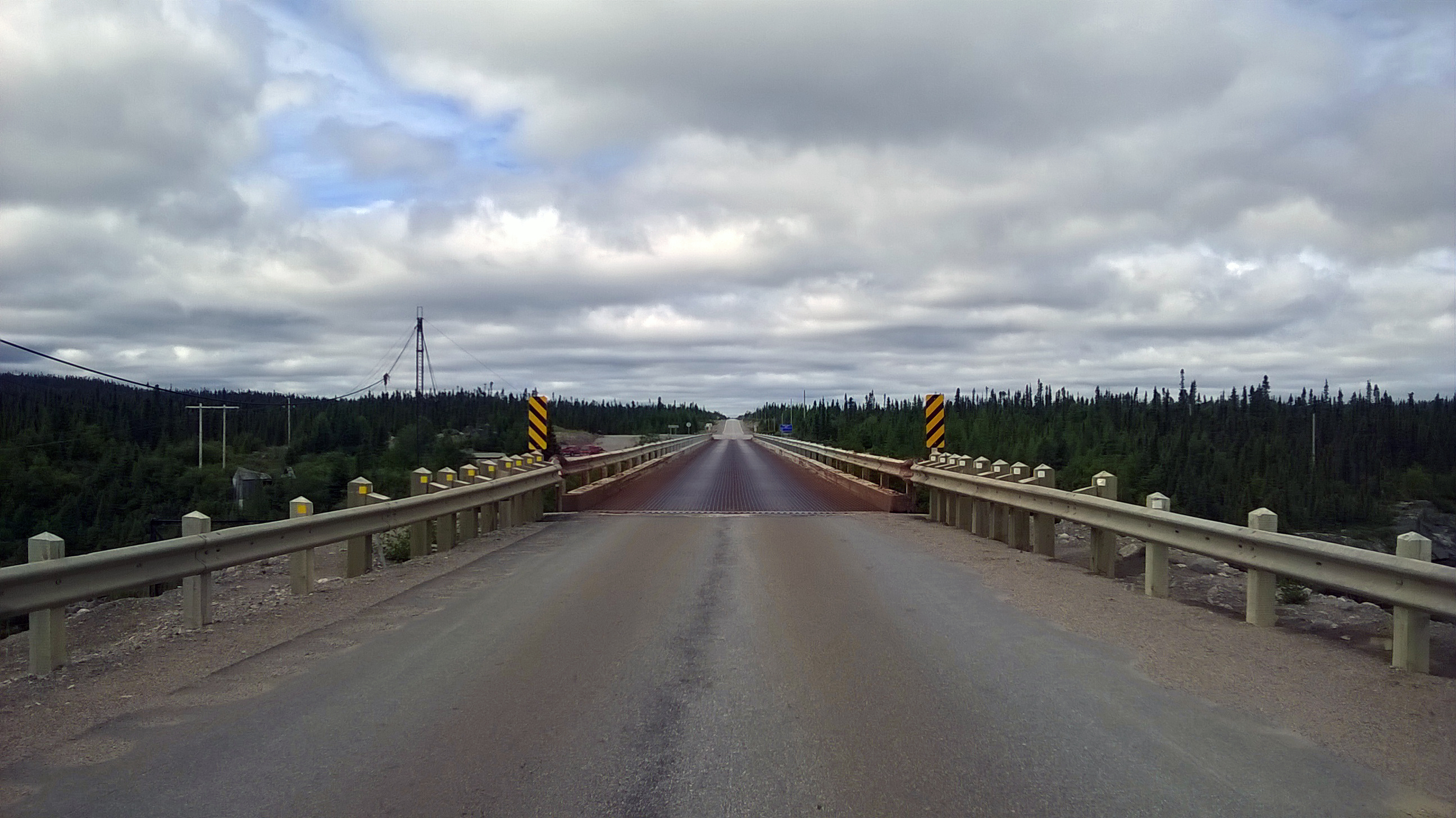
Brug van Route 500 over de Churchill
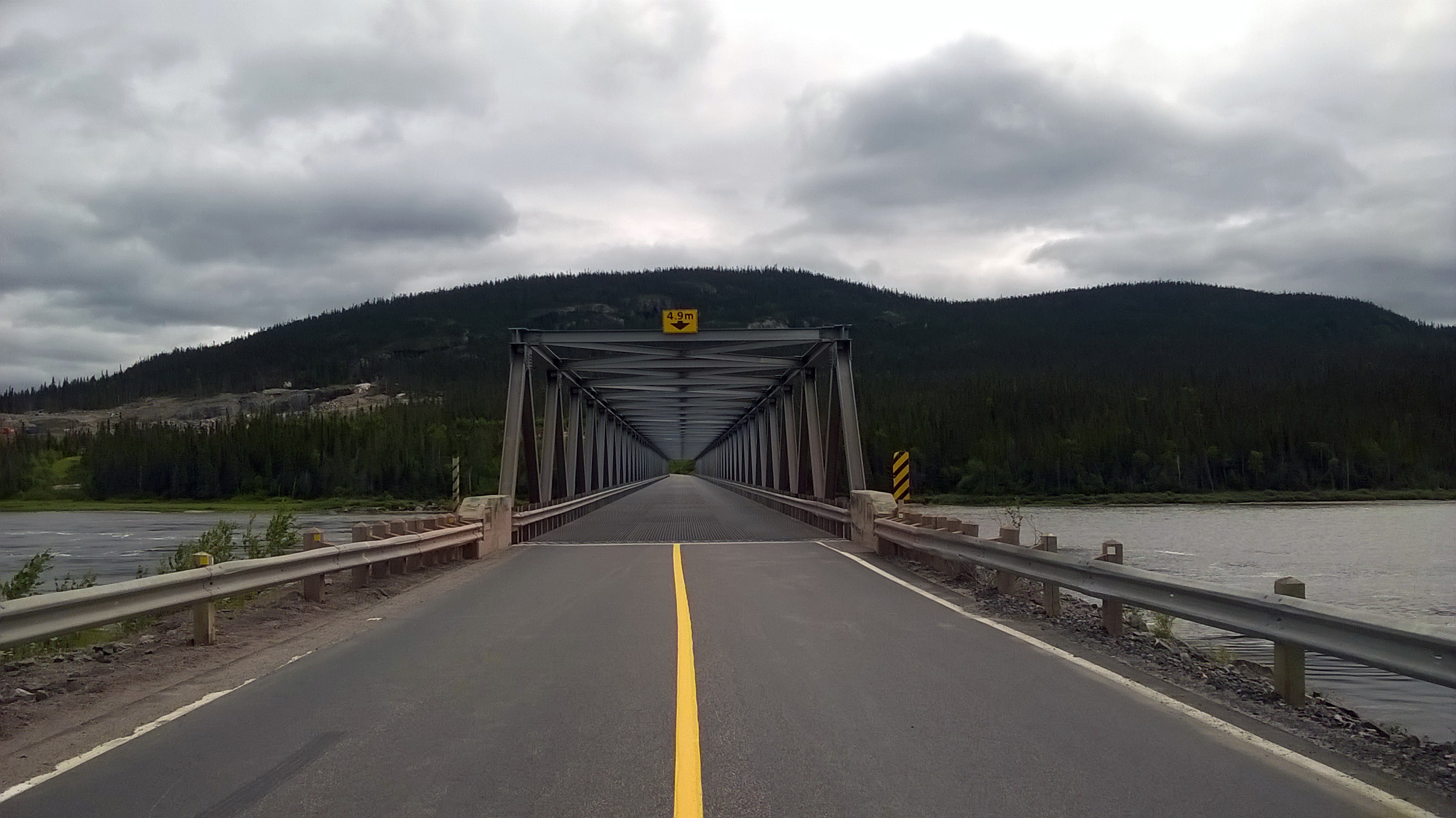
Brug van Route 510 over de Churchill
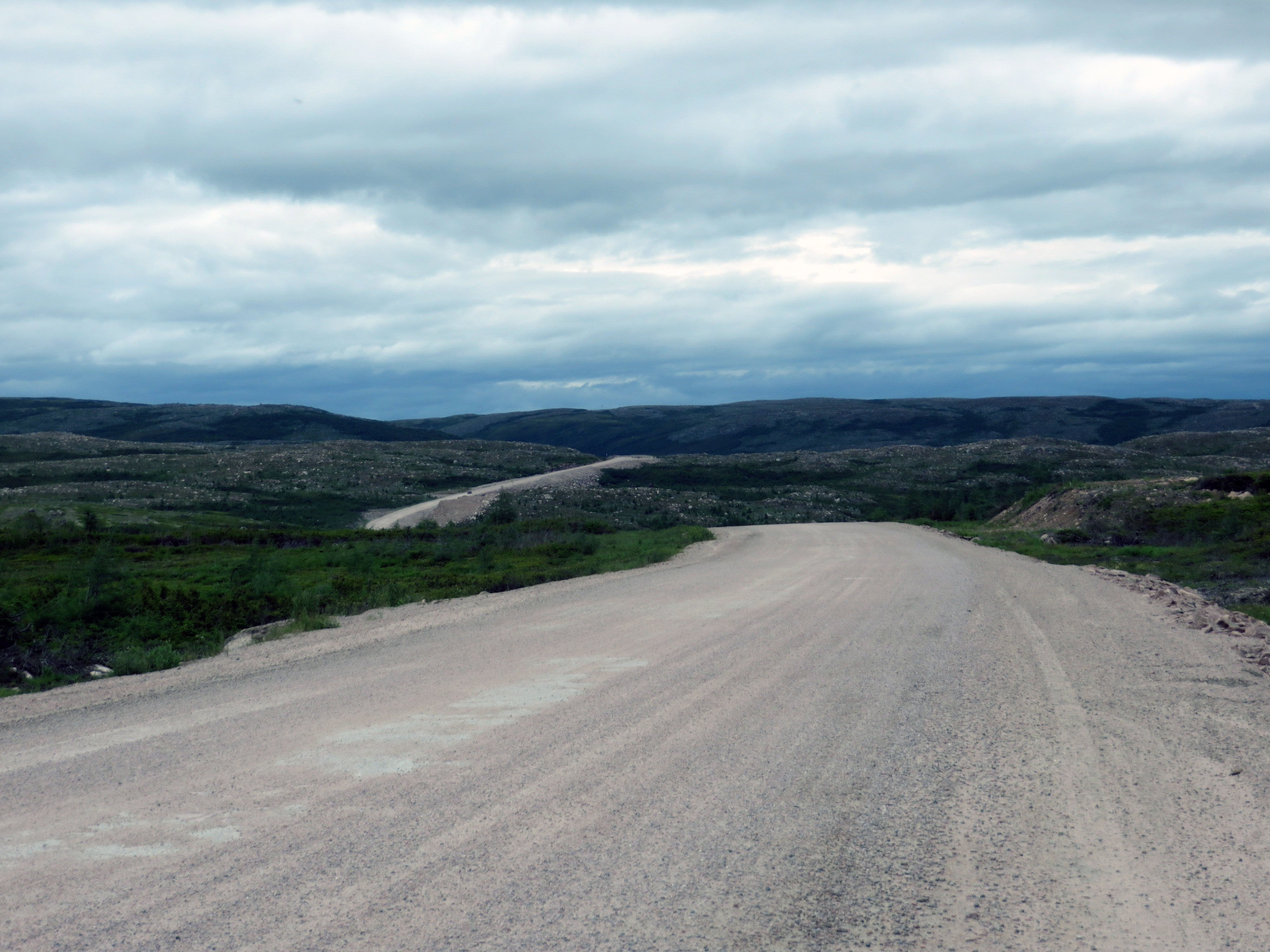
De route tussen Port Hope Simpson en Red Bay
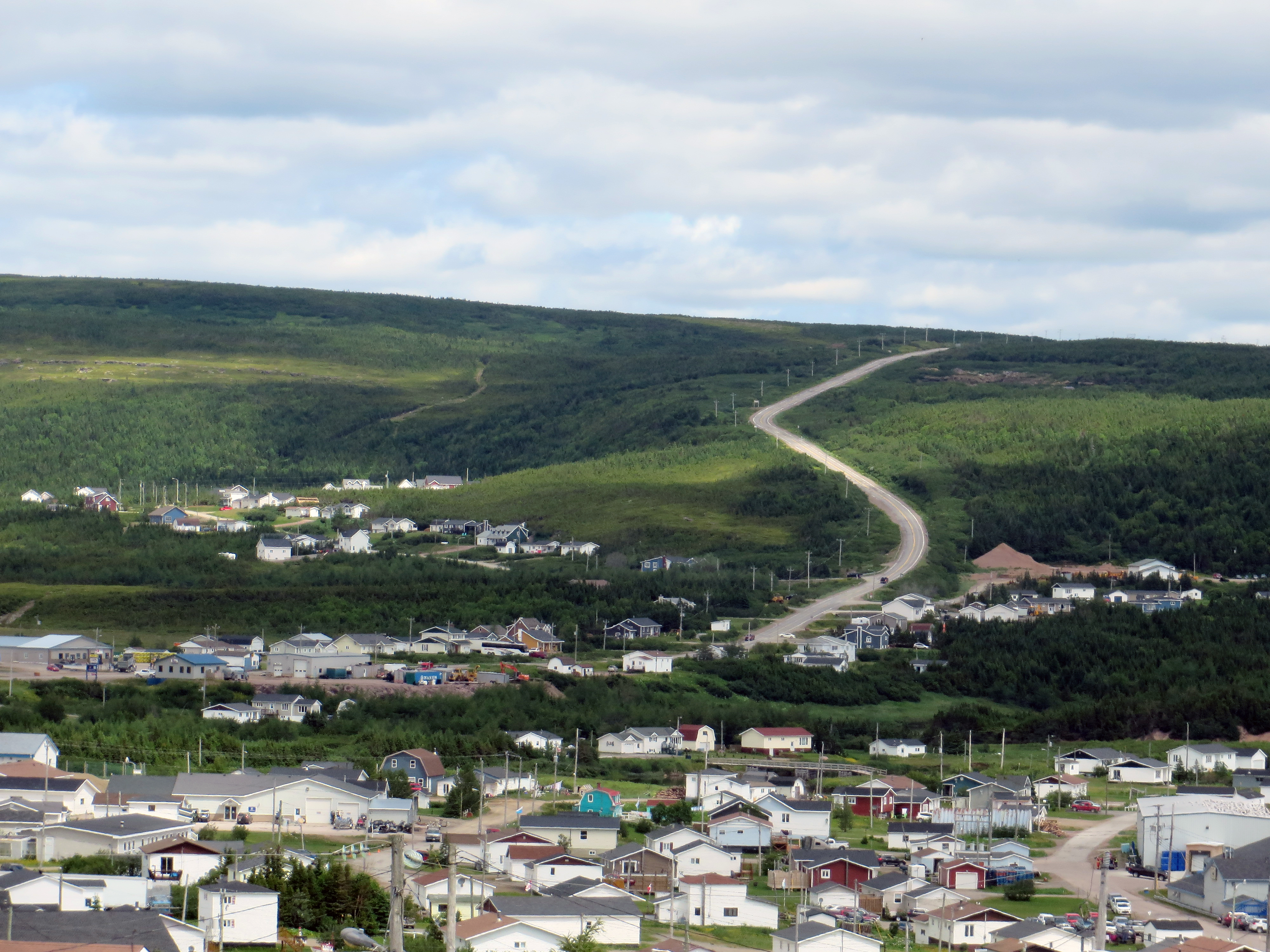
Route 510 tussen L'Anse-au-Loup en Pinware